# Campeonato Paulista de Futebol de 1921
O Campeonato de Foot-Ball da Associação Paulista de Sports Athleticos de 1921 foi a 9.ª edição do campeonato organizado pela APEA, jogado pelos clubes paulistas filiados a esta associação. É reconhecida como legítima edição do Campeonato Paulista de Futebol pela FPF.
Disputada entre 21 de abril e 25 de dezembro daquele ano, teve o Paulistano como campeão e o Palestra Itália na segunda colocação. O título da equipe do Jardim América veio apenas na última rodada, graças a uma vitória palestrina sobre o Sport Club Corinthians Paulista. Ao todo, foram 131 jogos, com 552 gols marcados (uma média de 4,21 por jogo).

## Participantes
- Atlética das Palmeiras
- Corinthians
- Germânia
- Internacional
- Mackenzie/Portuguesa
- Minas Gerais
- Palestra Itália
- Paulistano
- Santos
- São Bento
- Syrio
- Ypiranga

## Tabela
21/04/1921 SC Internacional 2 x 1 Minas Gerais
24/04/1921 SC Internacional 0 x 2 AA das Palmeiras
24/04/1921 Ypiranga 2 x 2 Minas Gerais
01/05/1921 Palestra Itália 1 x 4 Paulistano
01/05/1921 Santos 2 x 0 Mack-Port
03/05/1921 Corinthians 3 x 0 AA São Bento
08/05/1921 Corinthians 3 x 2 Minas Gerais
08/05/1921 AA das Palmeiras 3 x 4 Ypiranga
13/05/1921 Palestra Itália 5 x 1 Mack-Port
13/05/1921 AA São Bento 4 x 1 Santos
15/05/1921 AA das Palmeiras 2 x 2 Minas Gerais
15/05/1921 Paulistano 9 x 1 SC Internacional
22/05/1921 AA das Palmeiras 1 x 2 Corinthians
22/05/1921 SC Internacional 6 x 1 Ypiranga
22/05/1921 AA São Bento 7 x 1 Sírio
22/05/1921 Santos 2 x 4 Palestra Itália
29/05/1921 Paulistano 7 x 0 Sírio
29/05/1921 AA São Bento 1 x 2 Mack-Port
29/05/1921 Ypiranga 1 x 4 Corinthians
29/05/1921 Palestra Itália 2 x 3 SC Internacional
05/06/1921 Germânia 1 x 0 AA das Palmeiras
05/06/1921 Paulistano 5 x 0 Mack-Port
05/06/1921 Corinthians 6 x 1 Santos
05/06/1921 Sírio 4 x 2 SC Internacional
12/06/1921 AA São Bento 3 x 1 SC Internacional
12/06/1921 Paulistano 5 x 0 Germânia
12/06/1921 Corinthians 5 x 0 Mack-Port
12/06/1921 Palestra Itália 5 x 0 Sírio
19/06/1921 Palestra Itália 2 x 1 AA das Palmeiras
19/06/1921 AA São Bento 3 x 1 Germânia
19/06/1921 Sírio 3 x 4 Ypiranga
19/06/1921 Minas Gerais 4 x 0 Santos
26/06/1921 Ypiranga 2 x 0 Germânia
26/06/1921 Sírio 2 x 2 AA das Palmeiras
03/07/1921 AA São Bento 1 x 3 Palestra Itália
03/07/1921 Minas Gerais 2 x 1 AA São Bento
03/07/1921 Paulistano 4 x 1 AA das Palmeiras
03/07/1921 Mack-Port 1 x 2 Sírio
03/07/1921 Santos 0 x 1 Germânia
10/07/1921 Sírio 2 x 1 Germânia
10/07/1921 Ypiranga 3 x 1 Santos
10/07/1921 SC Internacional 1 x 7 Corinthians
17/07/1921 AA São Bento 0 x 6 Paulistano
17/07/1921 Germânia 1 x 3 Minas Gerais
17/07/1921 Mack-Port 3 x 2 SC Internacional
24/07/1921 AA das Palmeiras 2 x 2 Mack-Port
24/07/1921 Paulistano 5 x 0 Minas Gerais
24/07/1921 Corinthians 5 x 0 Germânia
24/07/1921 Santos 0 x 3 Sírio
24/07/1921 Palestra Itália 3 x 1 Ypiranga
31/07/1921 Corinthians 3 x 1 Sírio
31/07/1921 Ypiranga 1 x 0 Mack-Port
31/07/1921 Palestra Itália 4 x 1 Germânia
31/07/1921 AA das Palmeiras 0 x 1 AA São Bento
31/07/1921 Santos 2 x 2 SC Internacional
07/08/1921 Sírio 0 x 2 Minas Gerais
07/08/1921 Corinthians 0 x 0 Paulistano
07/08/1921 Ypiranga 1 x 3 AA São Bento
07/08/1921 Germânia 4 x 4 SC Internacional
28/08/1921 Mack-Port 3 x 2 Germânia
28/08/1921 Palestra Itália 2 x 1 Minas Gerais
28/08/1921 AA das Palmeiras 1 x 0 Santos
28/08/1921 Paulistano 12 x 1 Ypiranga
04/09/1921 Minas Gerais 1 x 1 Mack-Port
04/09/1921 Palestra Itália 3 x 1 Corinthians
04/09/1921 Santos 0 x 7 Paulistano
11/09/1921 AA das Palmeiras 3 x 0 SC Internacional
11/09/1921 Ypiranga 3 x 2 Sírio
11/09/1921 Corinthians 2 x 0 Germânia
11/09/1921 Mack-Port 0 x 0 AA São Bento
18/09/1921 Paulistano 2 x 1 Minas Gerais
18/09/1921 AA das Palmeiras 1 x 2 Sírio
18/09/1921 Ypiranga 2 x 0 SC Internacional
18/09/1921 Palestra Itália 5 x 0 Germânia
25/09/1921 Mack-Port 1 x 5 Corinthians
25/09/1921 Palestra Itália 5 x 0 Minas Gerais
25/09/1921 Germânia 2 x 2 AA São Bento
25/09/1921 Paulistano 4 x 0 Santos
02/10/1921 AA São Bento 1 x 3 Corinthians
02/10/1921 Sírio 3 x 0 SC Internacional
02/10/1921 Germânia 1 x 3 Mack-Port
02/10/1921 Ypiranga 3 x 0 AA das Palmeiras
02/10/1921 Santos 2 x 3 Minas Gerais
09/10/1921 SC Internacional 1 x 7 Palestra Itália
09/10/1921 Sírio 5 x 0 Santos
09/10/1921 Minas Gerais 2 x 2 AA das Palmeiras
09/10/1921 Ypiranga 2 x 3 Paulistano
16/10/1921 AA das Palmeiras 4 x 0 Mack-Port
16/10/1921 Ypiranga 1 x 1 Germânia
16/10/1921 Paulistano 6 x 0 AA São Bento
16/10/1921 Sírio 2 x 6 Corinthians
23/10/1921 Mack-Port 0 x 1 Minas Gerais
23/10/1921 Corinthians 12 x 2 SC Internacional
23/10/1921 Sírio 1 x 4 Palestra Itália
23/10/1921 Germânia 0 x 3 Santos
30/10/1921 Germânia 0 x 1 Sírio
30/10/1921 Paulistano 2 x 0 Mack-Port
30/10/1921 AA São Bento 2 x 0 Minas Gerais
30/10/1921 Santos 3 x 3 Corinthians
01/11/1921 AA das Palmeiras 1 x 4 Palestra Itália
05/11/1921 Minas Gerais 1 x 2 Sírio
05/11/1921 SC Internacional 4 x 0 Germânia
06/11/1921 Paulistano 1 x 0 Palestra Itália
06/11/1921 Ypiranga 0 x 1 Mack-Port
13/11/1921 Palestra Itália 3 x 1 Mack-Port
13/11/1921 Santos 2 x 2 Ypiranga
13/11/1921 Minas Gerais 4 x 3 SC Internacional
13/11/1921 Sírio 2 x 2 AA São Bento
15/11/1921 AA das Palmeiras 0 x 1 Corinthians
15/11/1921 Germânia 0 x 5 Paulistano
20/11/1921 AA São Bento 4 x 0 SC Internacional
20/11/1921 Corinthians 4 x 0 Ypiranga
20/11/1921 AA das Palmeiras 3 x 1 Germânia
20/11/1921 Palestra Itália 6 x 1 Santos
26/11/1921 Sírio 0 x 1 Mack-Port
27/11/1921 Paulistano 0 x 2 Corinthians
27/11/1921 Santos 1 x 2 AA São Bento
04/12/1921 Minas Gerais 0 x 0 Ypiranga
04/12/1921 Palestra Itália 5 x 1 AA São Bento
04/12/1921 Paulistano 4 x 0 SC Internacional
11/12/1921 AA das Palmeiras 3 x 4 Paulistano
11/12/1921 Santos 2 x 0 Mack-Port
11/12/1921 Corinthians 2 x 0 Minas Gerais
11/12/1921 Palestra Itália 5 x 0 Ypiranga
18/12/1921 Santos 2 x 1 AA das Palmeiras
18/12/1921 AA São Bento 3 x 1 Ypiranga
18/12/1921 SC Internacional 2 x 5 Mack-Port
18/12/1921 Minas Gerais 7 x 2 Germânia
24/12/1921 Paulistano 3 x 2 Sírio
24/12/1921 AA São Bento 1 x 0 AA das Palmeiras
25/12/1921 Palestra Itália 3 x 0 Corinthians
25/12/1921 Santos 1 x 0 SC Internacional

## Classificação final
| Classificação - Final | Classificação - Final | Classificação - Final | Classificação - Final | Classificação - Final | Classificação - Final | Classificação - Final | Classificação - Final | Classificação - Final | Classificação - Final | Classificação - Final | Classificação - Final |
| Time | Time                  | PG                    | J                     | V                     | E                     | D                     | GP                    | GC                    | SG                    |                       |                       |
| --- | --------------------- | --------------------- | --------------------- | --------------------- | --------------------- | --------------------- | --------------------- | --------------------- | --------------------- | --------------------- | --------------------- |
| 1 | Paulistano            | 39                    | 22                    | 19                    | 1                     | 2                     | 98                    | 14                    | 84                    |                       |                       |
| 2 | Palestra Itália       | 38                    | 22                    | 19                    | 0                     | 3                     | 81                    | 23                    | 58                    |                       |                       |
| 3 | Corinthians           | 38                    | 22                    | 18                    | 2                     | 2                     | 79                    | 22                    | 57                    |                       |                       |
| 4 | A.A. São Bento        | 25                    | 22                    | 11                    | 3                     | 8                     | 42                    | 41                    | 1                     |                       |                       |
| 5 | Ypiranga              | 22                    | 22                    | 9                     | 4                     | 9                     | 35                    | 58                    | - 23                  |                       |                       |
| 6 | Minas Gerais F.C.     | 21                    | 22                    | 8                     | 5                     | 9                     | 39                    | 41                    | - 2                   |                       |                       |
| 7 | S.C. Sírio            | 20                    | 22                    | 9                     | 2                     | 11                    | 40                    | 55                    | - 15                  |                       |                       |
| 8 | Portuguesa-Mackenzie  | 17                    | 22                    | 7                     | 3                     | 12                    | 25                    | 48                    | - 23                  |                       |                       |
| 9 | A.A. das Palmeiras    | 14                    | 22                    | 5                     | 4                     | 13                    | 33                    | 40                    | - 7                   |                       |                       |
| 10 | Santos                | 13                    | 22                    | 5                     | 3                     | 14                    | 26                    | 61                    | - 35                  |                       |                       |
| 11 | S.C. Internacional    | 10                    | 22                    | 4                     | 2                     | 16                    | 36                    | 83                    | - 47                  |                       |                       |
| 12 | Germânia              | 7                     | 22                    | 2                     | 3                     | 17                    | 19                    | 67                    | - 48                  |                       |                       |
| PG - pontos ganhos; J - jogos; V - vitórias; E - empates; D - derrotas; GP - gols pró; GC - gols contra; SG - saldo de gols |                       |                       |                       |                       |                       |                       |                       |                       |                       |                       |                       |

## Premiação
| Campeão Paulista de 1921 |
| ------------------------ |
| PAULISTANO (8º título)   |